# غیاثی (ابوظبی)
غیاثی (به عربی: غیاثی) یک منطقهٔ مسکونی در امارات متحده عربی است که در ابوظبی واقع شده‌است. غیاثی ۱۴٬۰۲۲ نفر جمعیت دارد.